# Distretto di Santmargac
Il distretto di Santmargac è uno dei ventiquattro distretti (sum) in cui è suddivisa la provincia del Zavhan, in Mongolia. Conta una popolazione di 2.101 abitanti (censimento 2005). 